# Satellite
|  | Denne artikel omhandler Melodi Grand Prix-vindersangen 2010. For rumfart, se Satellit. |
"Satellite" er en sang, sunget af tyskeren Lena Meyer-Landrut, skrevet af amerikanske Julie Frost og danske John Gordon, og fremført på engelsk. "Satellite" blev med 246 points den vindende sang ved Eurovision Song Contest 2010. Med sejren fik Tyskland retten til at afholde Eurovision Song Contest 2011, der blev afholdt i Düsseldorf i maj 2011.